# Nationalversammlung (Tansania)
Die Nationalversammlung (Swahili Bunge) und der Präsident der Vereinigte Republik Tansania bilden das Parlament im Einkammersystem in Tansania. Die momentane Sprecherin der Nationalversammlung ist Tulia Ackson, die einer Einkammerversammlung von 393 Mitgliedern vorsteht.

## Wahlsystem
Das Parlament hat seit 2015 393 Sitze. Es wird zeitgleich mit dem Präsidenten alle fünf Jahre gewählt. 264 Sitze werden nach dem Mehrheitswahlrecht vergeben, 113 Sitze gehen nach dem Verhältniswahlrecht an Frauen. Zehn Abgeordnete, darunter mindestens fünf Frauen, werden vom Präsidenten ernannt. Dazu kommen fünf sansibarische Abgeordnete, darunter mindestens zwei Frauen, und der Generalstaatsanwalt. 

Parlamentssitze (2015):
CCM: 287 Sitze
Ex officio: Generalstaatsanwalt 1 Sitz
NCCR-M: 1 Sitz
CUF: 39 Sitze
CHADEMA: 62 Sitze
AC-T: 1 Sitz

Das Parlament von Tansania wird alle fünf Jahre gewählt, so bei der Parlamentswahl im November 2010 und im Oktober 2015.

## Wahlen 2020
Von den 264 Sitze aus den Wahlkreisen gingen nur 8 an Oppositionsparteien (4 ACT, 3 CUF und 1 CHADEMA). Von den 113 Spezialsitzen erhielt die regierende CCM 95 Sitze, so dass weitere 18 Abgeordnete der Nationalversammlung angehören werden. Damit verliert die Opposition offizielle Minderheitenrechte (garantierte Redezeit, Vorsitz im Finanzprüfungsausschuss, Fraktionspersonal), da sie keine 49 Abgeordnete (12,5 %) der Sitze erreicht hat.

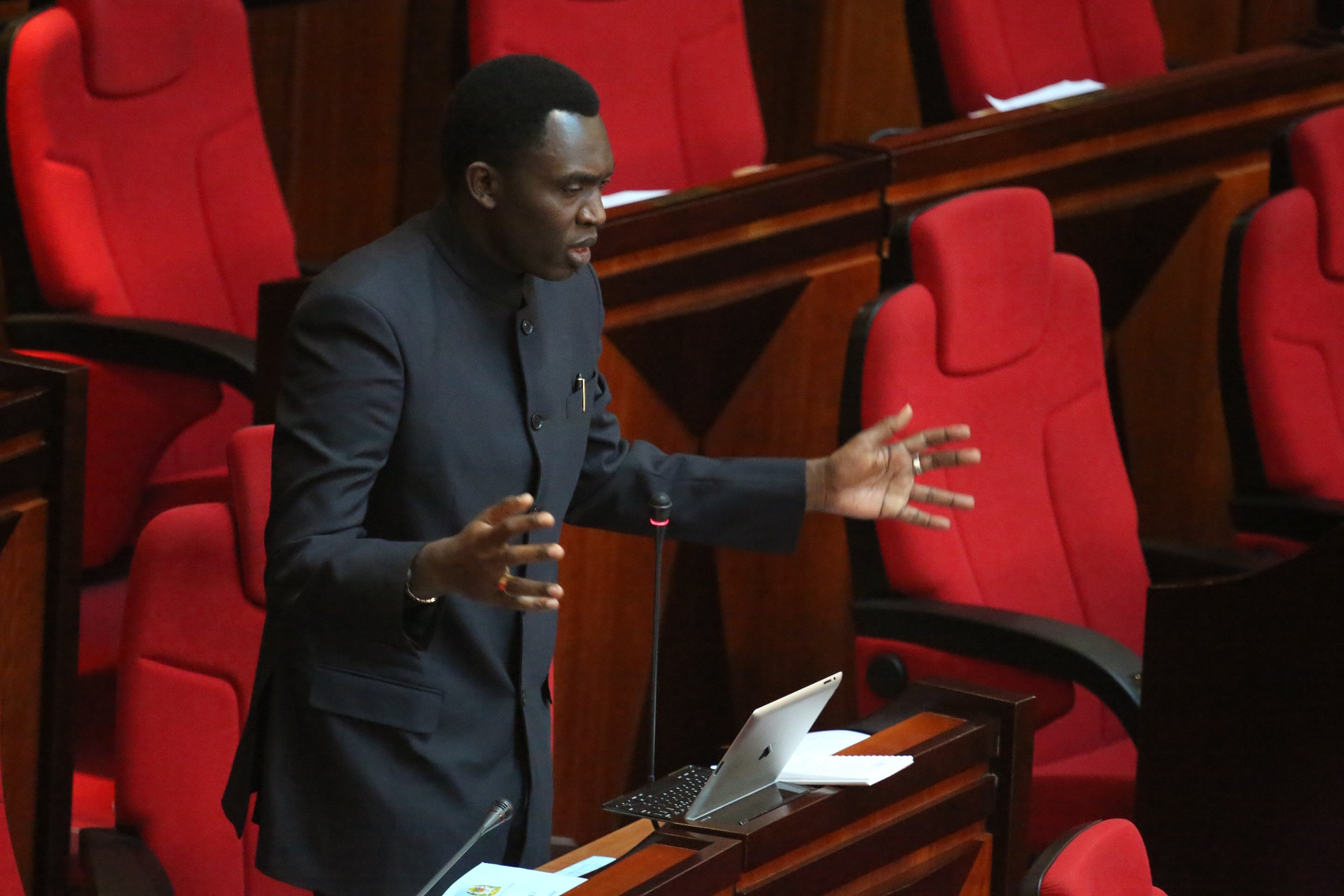
Ein Mitglied im Parlament, Hamisi Kigwangalla, 2013

## Parlamentssitz
Der Sitz der Nationalversammlung befindet sich seit 1996 in der Hauptstadt Dodoma. 2008 wurde für das Parlament ein Neubau errichtet.

## Liste der Parlamentspräsidenten der Nationalversammlung

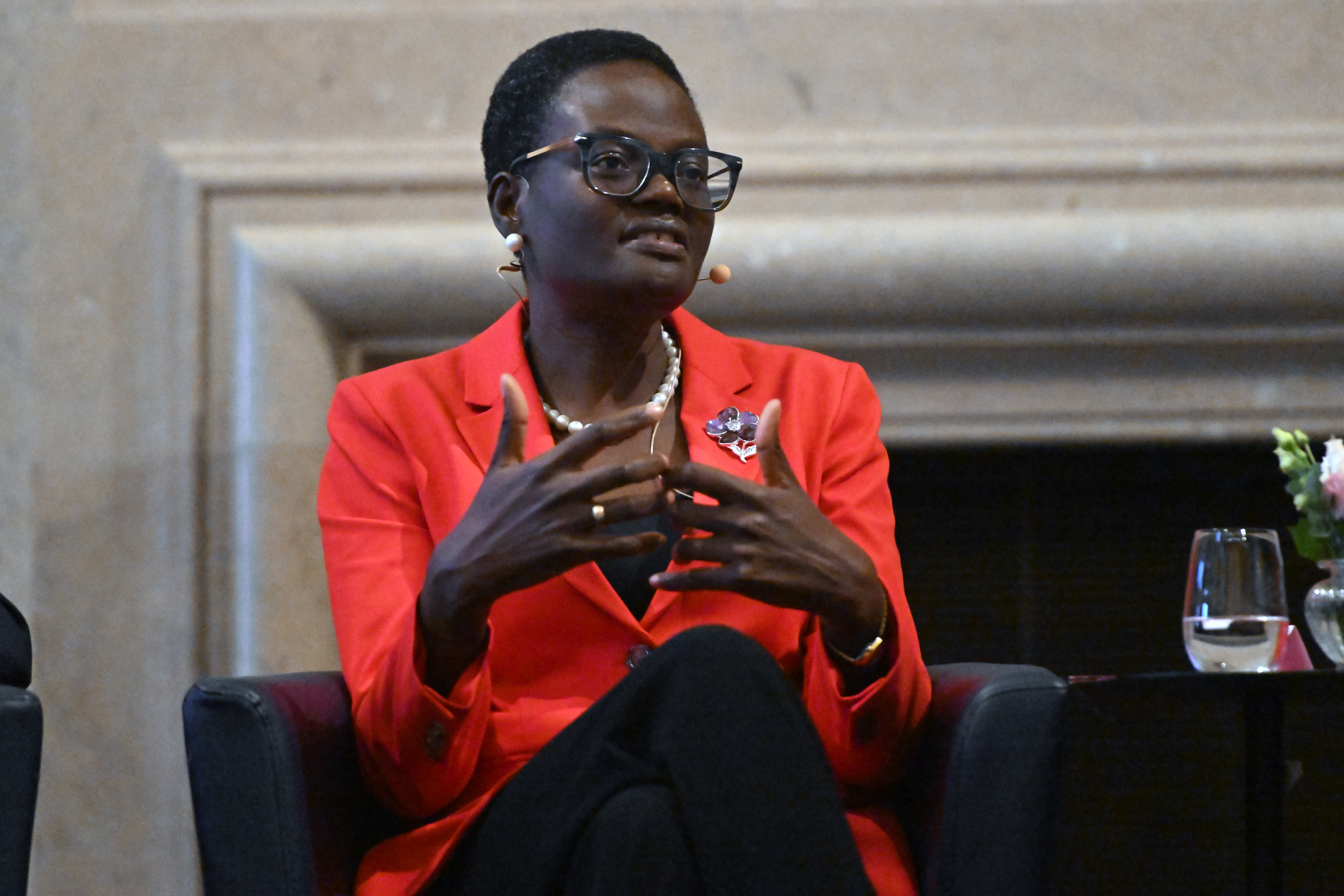
Tulia Ackson, seit 1. Februar 2022 amtierende Parlamentspräsidentin (Speaker)

Seit der Unabhängigkeit hat es sieben Parlamentspräsidenten gegeben. Dies sind:
| Zeitraum    | Zeitraum   | Parlamentspräsident    |
| ----------- | ---------- | ---------------------- |
| von         | bis        | Parlamentspräsident    |
| 27.11.1962  | 19.11.1973 | Chief Adam Sapi Mkwawa |
| 06.11.1975  | 25.04.1994 | Chief Adam Sapi Mkwawa |
| 20..11.1973 | 05.11.1975 | Chief Erasto           |
| 28.04.1994  | 28.11.2005 | Pius Msekwa            |
| 28.11.2005  | 09.11.2010 | Samwel Sitta           |
| 10.11.2010  | 16.11.2015 | Anne Makinda           |
| 17.11.2015  | 06.01.2022 | Job Ndugai             |
| 01.02.2022  | amtierend  | Tulia Ackson           |

## Sonstiges
Im Juni 2019 wurde der Sitz von Oppositionsführer Tundu Lissu (CHADEMA) von der Regierung für vakant erklärt. Er war 2017 angeschossen worden und musste seither ärztlich behandelt werden.